# Eve Babitz
Eve Babitz, née le 13 mai 1943 à Hollywood et morte le 17 décembre 2021 à Westwood, est une écrivaine américaine, très connue pour ses mémoires et pour sa connaissance du milieu de la contre-culture de Los Angeles. 
D'après certains auteurs, elle est considérée à la fois comme une « groupie érudite et [une] égérie de la scène artistique californienne des années 60-70 ».

## Biographie
Née à Hollywood en Californie, Eve Babitz est élevée par un père juif russe et une mère cajun catholique qui menaient une vie de bohème. Sa mère, Mae, était une artiste, et son père, Sol Babitz (en), un violoniste classique sous contrat avec la 20th Century Fox. Les parents d’Eve étaient des amis du compositeur Igor Stravinsky, qui était son parrain.
En 1963, son premier contact avec la notoriété lui est venu grâce à une photographie devenue emblématique de Julian Wasser (en) qui la représentait nue et âgée de vingt ans en train de jouer aux échecs contre l'artiste Marcel Duchamp, à l'occasion d’une rétrospective historique qu’il donnait de son œuvre au Pasadena Museum of Art et qui avait été organisée par Walter Hopps, avec qui Eve Babitz avait à l'époque une liaison. Les Archives of American Art décrivent cette photographie comme « une des principales images documentaires de l'art moderne américain, ».
Ses idées libérées sur la sexualité, à la fois dans ses écrits et dans sa vie, firent qu’au fil des ans, une grande partie de la presse a souligné ses diverses liaisons amoureuses avec des hommes célèbres, parmi lesquels le chanteur et poète Jim Morrison, les artistes (et frères) Paul et Edward Ruscha, ainsi que Walter Hopps, parmi d'autres.

### Mort
Eve Babitz est morte de la maladie de Huntington le 17 décembre 2021 à Westwood.